# Autovía

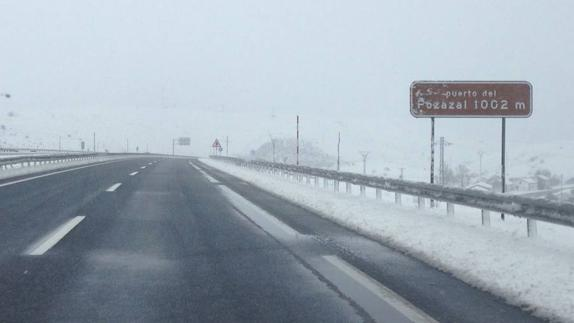
Imagen de la autovía Cantabria-Meseta (A-67) a la altura del puerto de Pozazal (Cantabria), con nieve en el arcén.

Una autovía es una vía de dominio y uso público proyectada y construida fundamentalmente para la circulación de vehículos automóviles.
Son autovías, en España, las carreteras que, no reuniendo todos los requisitos de las autopistas, tienen las siguientes características:
- Calzadas independientes para cada sentido de circulación.
- Limitado el acceso a y desde las propiedades colindantes.
- No pueden cruzar ni ser cruzadas al mismo nivel por otras vías, líneas de ferrocarril o tranvía ni por servidumbre de paso alguna.

La autovía, propiamente dicha y como tal es una obra civil de origen español, con algunas características similares a las de las autopistas pero sin estar sujeta al cien por cien a las mismas.
Las primeras tenían cruces a nivel y en algunos sitios solo tenían un carril por sentido aunque sí contenían una mediana, hasta la década de 1970. La definición actual de autovía proviene del año 2015, año en que se modificó la Ley de Carreteras española (derogada la anterior Ley 25/1988, de Carreteras).
En Argentina se utiliza además el término para cualquier carretera de carriles separados que puede tener cruces al mismo nivel. Si sus cruces son todos a otro nivel, se la llama autopista. Por ejemplo, véanse la Autovía 2 y la Autopista Rosario-Córdoba.

## Descripción
La diferencia fundamental entre autovía y autopista, en España, es que esta última está especialmente proyectada, construida y señalizada para la exclusiva circulación de automóviles. A tal efecto, un automóvil es un vehículo motor que circula sin raíles y sin conexión a una fuente exterior de energía, excluyéndose de tal calificación los ciclomotores, coches de minusválidos y los tractores y demás maquinaria agrícola que, por lo tanto, junto a los ciclos, tienen prohibido circular por las autopistas.
Las autovías actuales, denominadas de tercera generación, disponen también de restricciones a aquellos vehículos, al igual que las autopistas (sin necesidad de señalizarlo), aunque la norma se puede volver no aplicable, si estos no disponen de una alternativa pavimentada, con la sola excepción de animales de carga y tractores, que pueden circular por caminos de servicio. De igual manera, si no hay de estos, tendrán por fuerza que circular por la autovía.

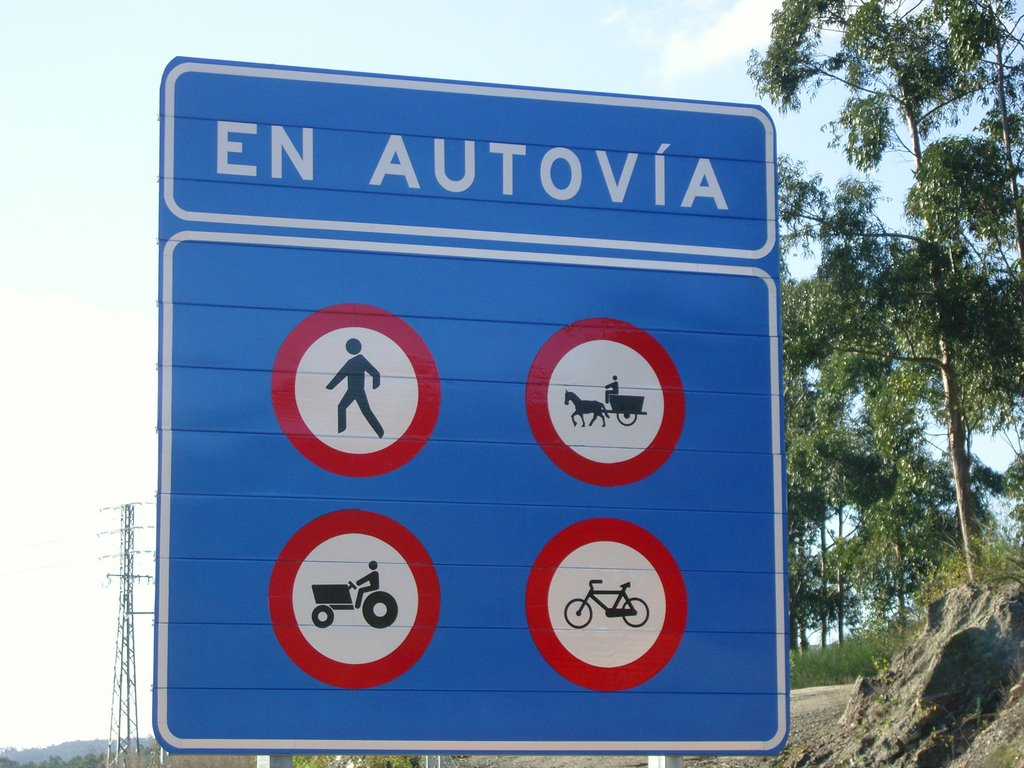
Cartel de entrada en las últimas autovías recordando la restricción a determinadas categorías de tráfico.

En España, la Ley de Carreteras de 1988 modificó la definición de autovía vigente hasta el momento, sustituyéndola por la histórica, al modificar la antigua Ley de 1974, que de este tipo o similar, solo albergaba la de autopista, para así añadirla a la nueva Ley de 1988, a fin de posibilitar la conversión de las nacionales radiales (N-1 a N-6) mediante una duplicación simple de calzadas de las mismas y variantes a población. Para ello se debía ser más flexible con el trazado resultante y dicha infraestructura debería ser utilizada no solo por los automóviles, sino también por los vehículos que expresamente excluye la definición de autopista. Esto se debe a que al duplicarse las carreteras radiales sin vía alternativa no podía prohibirse la circulación de los mismos. En la actualidad esto se sigue contemplando en la construcción de nuevas autovías, lo que hace que difieran en este aspecto de las autopistas.
Estas grandes limitaciones que se impusieron a las autovías para poder duplicar las carreteras radiales han ido superándose con el devenir el tiempo y actualmente las características de trazado de las nuevas autovías proyectadas las hace visualmente muy parecidas a las autopistas.

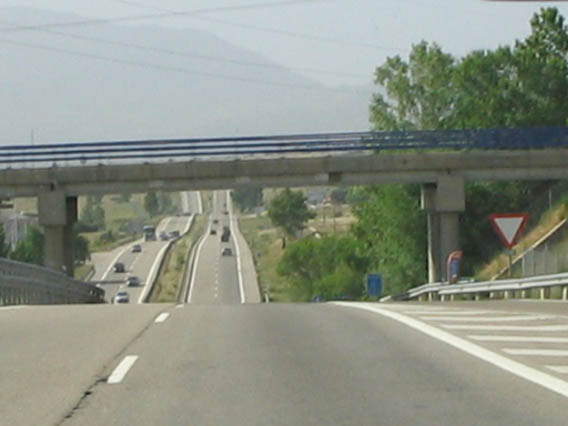
Autovía Madrid-Burgos en Madrid ejemplo de autovía de primera generación (duplicación simple de calzadas).

Las limitaciones de velocidad en autovías y autopistas se determinan de acuerdo a la legislación vigente, siendo en España la velocidad máxima y genérica de 120 km/h en la actualidad y como criterio general, pudiéndose limitar por cuestiones de seguridad en determinados tramos. Dicha reducción de velocidad máxima puede afectar tanto a autopistas como autovías. Y en ambas además, los mínimos de velocidad están fijados en la mitad, genéricamente 60 km/h. Todo vehículo que no alcance esta velocidad mínima exigida deberá circular con las luces de emergencias puestas y abandonar la vía por la salida más próxima.
En los últimos años se han ido incorporando señalizaciones indicando los tramos de concentración de accidentes, con el fin de informar y concienciar a los conductores sobre estos puntos negros para que extremen la precaución.
Esto no quiere decir necesariamente que esos lugares peligrosos no puedan ser realizados a la velocidad genérica de la vía. En algunos, es simplemente una medida de seguridad.
El peaje no es un criterio determinante a los efectos de clasificar una vía como autopista o autovía. Si bien puede decirse que ninguna autovía es de peaje, no puede decirse lo mismo de las autopistas. En España, hasta 2003, el identificador azul, "A-X", era exclusivo de autopistas, ya fueran de peaje o no. En el mencionado año, esto se modificó, extendiéndose también a las autovías, que hasta entonces, mantenían el identificador oficial de la ruta que era desdoblada, pudiéndolo ahora portar ambos tipos y diferenciándose autopistas de autovías, entre otras características más técnicas, básicamente por la señalización de inicio/fin y salida/entrada a ojos del usuario. El identificador "AP-X" sí es exclusivo de autopistas de peaje, desde entonces. Hasta 2003, este tipo de autopistas, compartía el identificador "A-X" con el resto de las autopistas. De hecho, la primera autopista española, el tramo Las Rozas de Madrid-Villalba de la autopista del Noroeste, cuyo identificador es A-6, inaugurada en 1967, nunca fue ni es de peaje.
En la conversión de las nacionales no radiales en autovías con reposición del trazado antiguo de la misma está llevando aparejada la prohibición de circulación por la misma de vehículos que no sean automóviles, que deberán circular necesariamente por el trazado antiguo. Aunque por poner un ejemplo, el tramo Valladolid-Tordesillas de la A-62, autovía de Castilla, construido aprovechando el trazado de la N-620, no tiene señalizadas tales prohibiciones y en cualquier caso, la prohibición se podría volver nula para algunos de los vehículos excluidos, al no disponer esta autovía de alternativa pavimentada propia en toda su longitud.
Estas cuestiones han llevado frecuentemente a que, en la práctica, los usuarios no hallen diferencia alguna entre las autovías de última generación y las autopistas públicas, como un proceso lógico de la evolución de las características de las infraestructuras en la búsqueda de la mejora de la seguridad de las mismas, aunque por ende, se podría entender que las autopistas deberían seguir mejorando, siempre por delante de las autovías.

## Elementos característicos

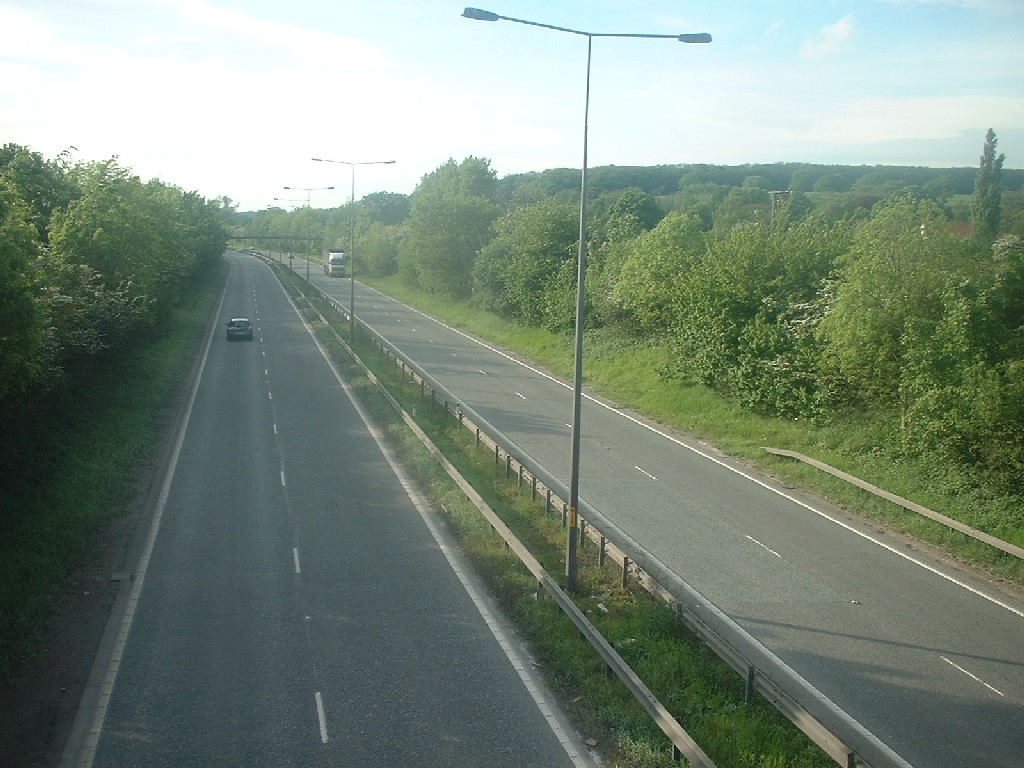
Dual carriageway A63 del Reino Unido a su paso por Kingston upon Hull, es una carretera de doble carril y no sería técnicamente hablando, una autovía, pero es lo más parecido en el Reino Unido.

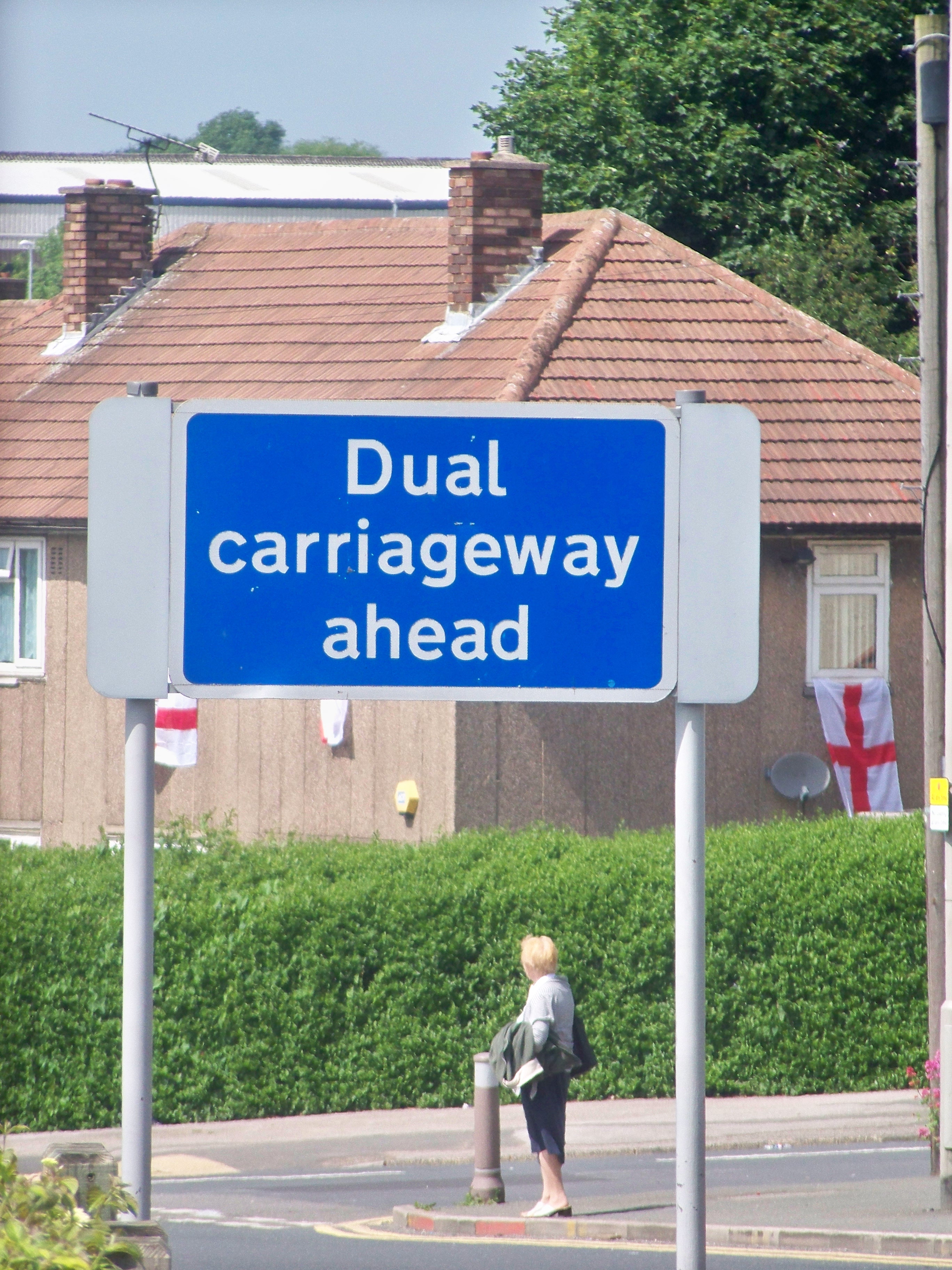
Una vía de doble carril señalizada en Seacroft, Leeds.

- Dos carriles por sentido, y accesos limitados de las propiedades colindantes. El acceso de éstas a las autovías se realiza por los enlaces mediante caminos o vías de servicio, o bien por los enlaces hacia la carretera nacional y accediendo a los caminos desde ella. fotografía (A-11)
- Áreas de descanso, para facilitarlo, ya que se recomienda parar para descansar cada 300 km o 2 horas, en ellos puede haber servicios, o zonas infantiles. fotografía (A-8)
- Aperturas en la mediana, normalmente cerradas, que se abren en caso de necesidad (corte de un sentido, congestión de este, obras o accidentes de tráfico) para permitir el paso de vehículos por el otro sentido. fotografía (A-44)

- Ramales de entrada y salida. Los accesos en enlaces o desde elementos funcionales de las autovías al tronco de la misma se realiza mediante carriles de aceleración y deceleración. Si un carril de entrada y otro de salida están muy próximos se unen para facilitar las maniobras, aunque es un punto más peligroso, debido a que algunas trayectorias se cruzan. Habitualmente, las autovías no tienen limitación con respecto del número de enlaces y las autopistas, al contrario, suelen presentar esta característica. fotografía (A-8, BI-744 y N-634)
  - Enlace en trébol, este tipo de enlace se construye cuando se cruzan dos autovías de forma perpendicular. fotografía (AG-55 y A-6)
  - Enlace, este enlace fue como el anterior, pero fue modificado para facilitar las maniobras, ya que tiene un gran tráfico. fotografía (M-30 y A-2)
  - Enlace, cuando dos autovías de gran tráfico se cruzan, los enlaces se hacen similares a estos, su ventaja está en tener menos giros y maniobras que los de trébol, y en eliminar las zonas de trenzado que este modelo genera. fotografía (M-40 y A-1)
- Nudos como por ejemplo:
  - Nudo sur de Madrid, en este caso, se cruzan varias calles y autovías, quedando un enlace muy complejo. (Nudo sur, M-30, A-4, Calle Embajadores, Calle del Manzanares y Avenida de la Paz)
  - Nudo supersur de Madrid, en este caso, había poco sitio, y se optó por la solución que se ve, los desvíos a la izquierda en las autovías no suelen darse con frecuencia, ya que requieren de una reducción de velocidad, y se adelanta por la izquierda, lo que puede interferir. (Nudo supersur, M-40 y A-4)

## Coste
En España se estima que el coste medio de un kilómetro de autovía es de 6,2 millones de euros en 2013 por 11 de las autopistas, sin embargo, dependerá del número de obras de fábrica, de las características de la misma, la orografía, etc, que puede contribuir a que dicha cifra varíe mucho. La autovía de la Meseta A-67 es la más cara de construcción en España, con un coste de 16 millones de euros por kilómetro, debido a los cinco viaductos que integra, entre ellos el viaducto de Montabliz, uno de los más altos del territorio español, aunque en conjunto no puede ser considerada una autopista. Por su parte, la autopista más cara de España es la Supersur (circunvalación de Bilbao), en Vizcaya, con un coste aproximado de 49 millones por kilómetro y una distancia de 36 km y que dadas las necesidades a cubrir forma parte de la Autopista del Cantábrico y es además de peaje.